# Silvia Schlenstedt

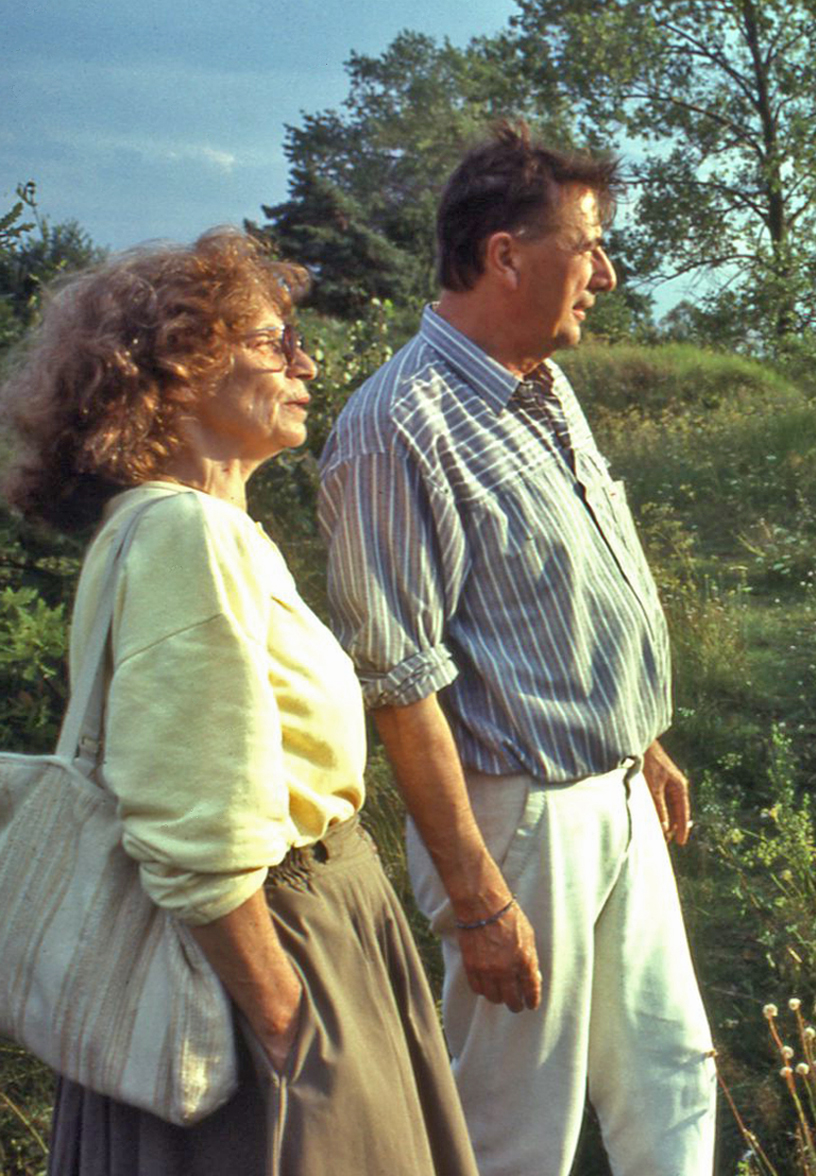
Silvia und Dieter Schlenstedt 1993 auf Usedom

Silvia Schlenstedt (geb. 10. April 1931 in Wuppertal als Silvia Pollatschek; gest. 16. März 2011 in Berlin) war eine deutsche Germanistin und Literaturwissenschaftlerin.
Ihre Familie war jüdischer Herkunft und musste 1934 ins Exil fliehen. Die Flucht führte sie nach Spanien und Frankreich sowie in die Schweiz. Im Jahre 1946 kehrte die Familie nach Deutschland zurück und siedelte sich vier Jahre später in der DDR an. Silvia Pollatscheks Vater Walther Pollatschek beschrieb diese Zeit in dem Kinderbuch Drei Kinder kommen durch die Welt (1947).
Pollatschek studierte Germanistik an der Humboldt-Universität, wo sie 1959 mit einer Dissertation über die Svendborger Gedichte von Bertolt Brecht promovierte. Danach war sie als Mitarbeiterin des Germanistischen Instituts der Humboldt-Universität tätig. Später ging sie zum Zentralinstitut für Literaturgeschichte der Akademie der Wissenschaften der DDR, wo sie maßgeblich an der Entstehung und Herausgabe des Lexikons sozialistischer deutscher Literatur (1963) beteiligt war.
Im Jahre 1976 erfolgte ihre Habilitation. Sechs Jahre später wurde sie zur Professorin ernannt. Zu ihren wichtigsten Arbeitsgebieten gehörte die Erforschung des spanischen Exils, deren Ergebnisse im Band 6 der Reihe Kunst und Literatur im antifaschistischen Exil 1933–1945 (Leipzig 1979–87, 7 Bände) veröffentlicht wurden. Darüber hinaus beschäftigte sie sich intensiv mit deutsch-jüdischer Literatur und der Lyrik des Expressionismus. In den 2000er Jahren hat sie an der Werkausgabe von Anna Seghers mitgearbeitet.
Sie war mit dem Germanisten Dieter Schlenstedt verheiratet. Eine ältere Schwester von Silvia Schlenstedt war die Künstlerin Doris Pollatschek.

## Veröffentlichungen (Auswahl)
- als Hrsg. mit Simone Barck, Tanja Bürgel, Volker Giel und Dieter Schiller: Lexikon sozialistischer deutscher Literatur von den Anfängen bis 1945. Leipzig 1963.
  - Auch als: Lexikon sozialistischer Literatur. Ihre Geschichte in Deutschland bis 1945. Stuttgart 1994.
- „Variation in Es-Dur. Weltanschauungsmotivik und epische Gestaltung in M.W. Schulz’ Roman „Wir sind nicht Staub im Wind“.“ In: Weimarer Beiträge 1964, S. 346–358.
- „Das WIR und das ICH des Volker Braun“. In: Weimarer Beiträge 1972, S. 52–69.
- Lexikon sozialistischer deutscher Literatur von den Anfängen bis 1945. Monographisch-biographische Darstellungen. Berlin 1973.
- mit Hans Kaufmann und Dieter Schiller. Geschichte der deutschen Literatur, Bd. 9: Vom Ausgang des 19. Jahrhunderts bis 1917, Bd. 10: Von 1917 bis 1945. Berlin 1973–74.
- Welt im sozialistischen Gedicht. Poeten, Methoden und internationale Tendenzen im Gespräch.  Berlin 1974.
- als Hrsg.: Rainer Maria Rilke, Gedichte. Leipzig 1975.
- Wegscheiden. Deutsche Lyrik im Entscheidungsfeld der Revolutionen von 1917 und 1918. Berlin 1976.
- „Lyrik im Gesamtplan der Produktion. Ein Arbeitsprinzip Brechts und Probleme der Gedichte im Exil.“ In: Weimarer Beiträge 1978, Bd. 24.2, S. 5–29.
- als Hrsg.: Iwan Goll, Poesiealbum. Berlin 1982.
- Einleitung, Der Gegen-Angriff. Antifaschistische Wochenschrift. Leipzig 1982.
- Wer schreibt, handelt. Strategien und Verfahren literarischer Arbeit vor und nach 1933. Berlin 1983.
- Stephan Hermlin, homme de lettres. Gespräch zwischen Silvia Schlenstedt und Stephan Hermlin im Sommer 1983. Berlin 1983.
- mit Dieter Schlenstedt: „Avantgarde, Arbeiterklasse, Erbe. Gespräch zu Peter Weiss’ „Die Ästhetik des Widerstands“.“ In: Sinn und Form 1984, S. 68–97.
- als Hrsg.: Briefe an Hermlin. 1946–1984. Berlin/Weimar 1985.
- Stephan Hermlin. Sein Leben und Werk. Berlin 1985.
- als Hrsg.: Hermann Kesten, Die Kinder von Gernika. Leipzig 1985.
- „»Ich kann die Sprache dieses kühlen Landes nicht«: Deutschsprachige Lyrik nach 1900 von Dichterinnen jüdischer Herkunft.“ In: Frauen, Literatur, Geschichte, hrsg. v. Hiltrud Gnüg und Renate Möhrmann. Stuttgart 1985, S. 387–402.
- als Hrsg.: Spanien-Akte Arendt. Gefundene Texte Erich Arendts aus dem Spanienkrieg. Rostock 1986.
- als Hrsg.: Else Lasker-Schüler, Ich suche allerlanden eine Stadt. Gedichte, Prosa, Briefe. Leipzig 1988.
- „Suche nach Halt in haltloser Lage. Die Kulturarbeit deutscher Juden nach 1933 in Deutschland und die Dichterin Gertrud Kolmar.“ In: Sinn und Form 1989, S. 727–742.
- „Versteckte Unglücke und Freisetzen von Erinnerung. Zeichen des Selbstverständnisses sozialistischer Autoren jüdischer Herkunft in der deutschen Literatur nach 1945.“ In: The Jewish Self-Portrait in European and American Literature, hrsg. v. Hans-Jürgen Schrader, Elliott M. Simon und Charlotte Wardi. Berlin 1996, S. 171–186.
- als Hrsg.: Anna Seghers, Transit. Berlin 2001.
- als Hrsg.: Anna Seghers, Auf dem Wege zur amerikanischen Botschaft und andere Erzählungen. Hildesheim 2008.
- als Hrsg. mit Helen Fehervary, Christiane Zehl Romero und Bernhard Spies: Anna Seghers, Briefe 1924–1942. Berlin 2008.
- als Hrsg. mit Helen Fehervary: Anna Seghers, Erzählungen 1933–1947. Berlin 2011.